# Baron Holland
Baron Holland, of Holland in the County of Lincoln, und Baron Holland, of Foxley in the County of Wiltshire, waren erbliche Adelstitel der Peerage of Great Britain. Ersterer wurde am 7. März 1762 für Lady Caroline Lennox geschaffen, letzterer am 17. April 1763 für deren Ehemann Henry Fox. Beiden folgte ihr ältester Sohn als zweiter Baron. Als der vierte Baron 1859 vier Töchter aber keine Söhne hinterließ, erloschen beide Titel.

## Barone Holland, of Holland (1762)
- Caroline Lennox, 1. Baroness Holland (1723–1774)
- Stephen Fox, 2. Baron Holland (1747–1774)
- Henry Vassall-Fox, 3. Baron Holland (1773–1840)
- Henry Fox, 4. Baron Holland (1802–1859)

## Barons Holland, of Foxley (1763)
- Henry Fox, 1. Baron Holland (1705–1774)
- Stephen Fox, 2. Baron Holland (1747–1774)
- Henry Vassall-Fox, 3. Baron Holland (1773–1840)
- Henry Fox, 4. Baron Holland (1802–1859)